# 시래교
시래교(時來橋)는 대한민국의 경상북도 경주시 시래동 연결하는 남천의 다리이다. 국도 제7호선과 아시안 하이웨이 6호선(산업로)의 일부 구간이기도 하다. 현재 경주 시내버스 600번, 603번, 604번, 609번, 외동방면 등의 운행할 수 있다.